# Orchestina andianavarroi
Espèce
Orchestina andianavarroi est une espèce d'araignées aranéomorphes de la famille des Oonopidae.

## Distribution
Cette espèce est endémique d'Argentine. Elle se rencontre dans les provinces de San Juan, de Tucumán et de Jujuy.

## Description
La carapace de la femelle holotype mesure 0,67 mm de long.

## Étymologie
Cette espèce est nommée en l'honneur de Juan Manuel Andía Navarro.

## Publication originale
- Izquierdo & Ramírez, 2017 : Taxonomic revision of the jumping goblin spiders of the genus Orchestina Simon, 1882, in the Americas (Araneae: Oonopidae). Bulletin of the American Museum of Natural History, no 410, p. 1-362 (texte intégral).